# Pachastrella fusca
Pachastrella fusca är en svampdjursart som beskrevs av Lebwohl 1914. Pachastrella fusca ingår i släktet Pachastrella och familjen Pachastrellidae. Inga underarter finns listade i Catalogue of Life.